# BB 20200
,,
Les BB 20200 sont des locomotives bifréquence 15 kV-16 ²⁄₃ Hz et  25 kV-50 Hz, de moyenne puissance, de la SNCF.
Pour remplacer les petites séries de BB 20100 et C 20150, premières locomotives bifréquence, elles sont commandées à Alsthom et livrées en 1970 et affectées au trafic transfrontalier entre la France, l'Allemagne et la Suisse. À cet effet, les machines sont dotées d'un troisième phare frontal obligatoire pour la circulation en régime international. Leur utilisation, essentiellement en tête de trains de marchandises, se réduisant au fil des ans, les dernières d'entre elles sont radiées des inventaires en 2006, remplacées par la série moderne des BB 37000.

## Genèse de la série
Le 10 octobre 1957, la ligne ferroviaire Strasbourg — Mulhouse — Bâle (134 km) est électrifiée en courant alternatif 25 kV-50 Hz. La gare et le triage de Bâle sont déjà alimentés en 15 kV-16 ²⁄₃ Hz. Pour s'affranchir de cette frontière électrique, la SNCF utilise d'abord des locomotives à vapeur (141 P et 141 R) puis diesel (CC 65000 puis BB 63500). Les Chemins de fer fédéraux suisses étant hostiles à l'utilisation en environnement urbain de ces engins polluants, la SNCF achète à l'industrie helvétique la courte série des C 20150, apte à circuler sous 25 kV-50 Hz et 15 kV-16 ²⁄₃ Hz. Ces locomotives se révèlent à l'usage insuffisamment rapides et puissantes ; d'autre part, les BB 20100 prototypes utilisées en appoint sont trop peu nombreuses et insuffisamment fiables. Ceci amène la SNCF à concevoir une série de locomotives bifréquence puissantes, sur le modèle des BB 17000 ; de la même manière, la version en courant continu 1,5 kV voit le jour (BB 8500).

## Caractéristiques

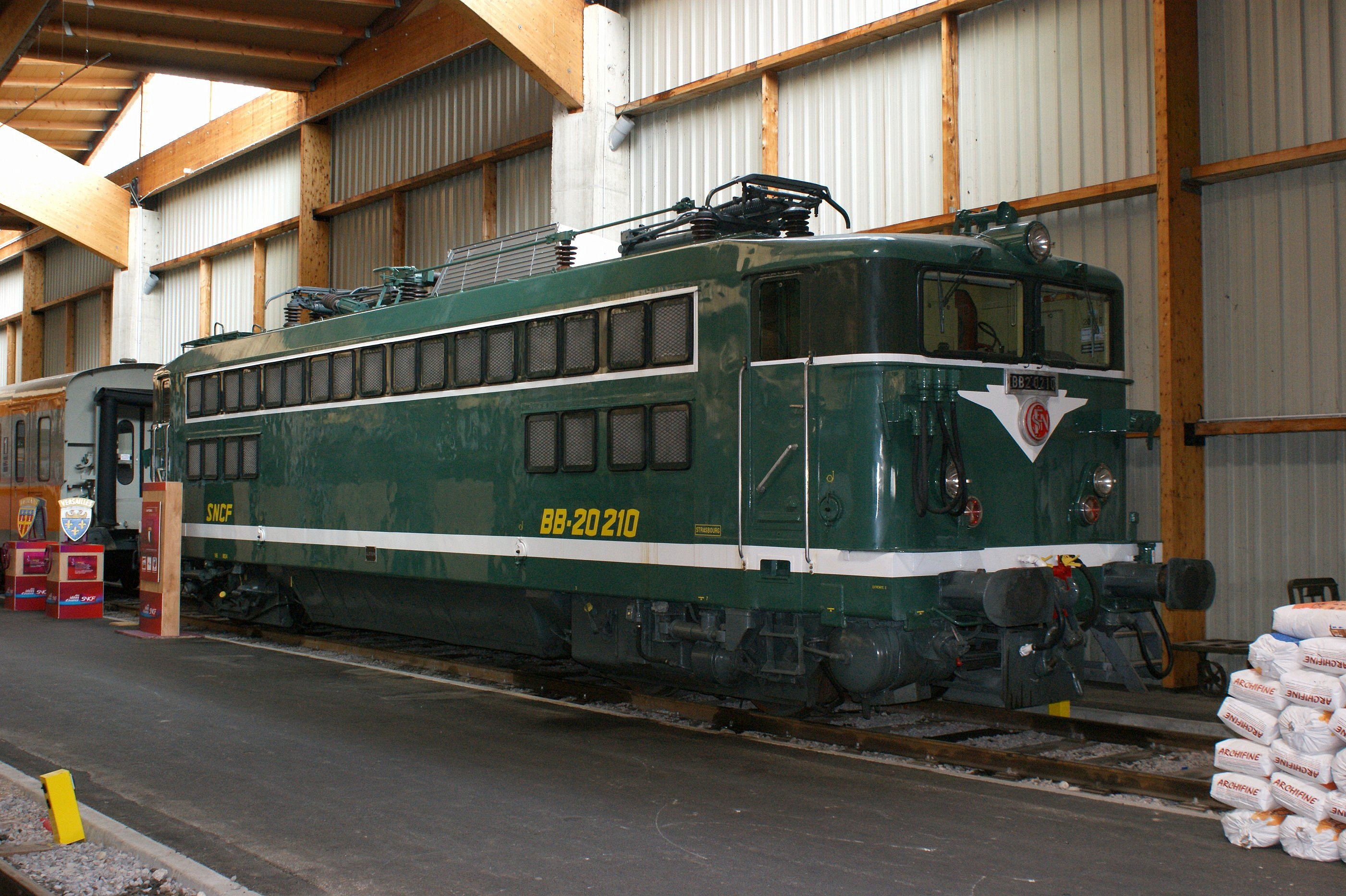
BB 20210.

Les BB 20200, construites par Alsthom dans son usine de Belfort, utilisent la caisse et la chaîne de traction des BB 17000 de la troisième sous-série. La principale différence d'aspect avec ces dernières réside dans la présence d'un troisième phare frontal sur les BB 20200, rendu obligatoire pour les circulations internationales.
Les bogies monomoteurs possèdent un double rapport de réduction autorisant une vitesse maximale de 90 km/h (fret) ou 140 km/h (voyageurs). La puissance des locomotives, de 2 940 kW sous 25 kV-50 Hz, comme les BB 17000, n'est que de 1 660 kW sous 15 kV-16 ²⁄₃ Hz. En raison de l'appareillage électrique supplémentaire lié aux deux courants utilisés, la masse des BB 20200 est de 80 t contre 78  ou   79 t pour les BB 17000. Dans les années 1990, il est envisagé de transformer une demi-douzaine de BB 17000 en BB 20200 mais le projet n'aboutit pas, la totalité du parc des BB 17000 étant réservé au service de la banlieue parisienne.
Elles arborent à l'origine la livrée vert bleuté foncé 312 à bandes blanches avec inscriptions jaune jonquille, puis revêtent en fin de carrière la livrée gris béton à filets orange. Elles sont couplables en unité multiple entre elles ou avec les BB 17000 (sous 25 kV-50 Hz exclusivement).
La dureté de leur suspension et surtout l'empattement réduit de leur bogie monomoteur leur vaut, comme aux autres locomotives de même génération produites par Alsthom (BB 8500, BB 16500, BB 17000, BB 25500), le surnom de « danseuses ».

## Carrière et services

### Lignes parcourues
Les BB 20200 sont conçues pour le service transfrontalier avec la Suisse et l'Allemagne, pays électrifiés en 15 kV-16 ²⁄₃ Hz, essentiellement de Strasbourg vers Kehl et Appenweier, de Mulhouse vers Bâle et Neuenburg, de Mulhouse à Saint-Louis et de Saint-Louis à Bâle et Bâle-Muttenz. Elles se retrouvent principalement en tête des trains de marchandises, la traction de rames de voyageurs étant accessoire (omnibus sur Strasbourg — Saverne et Strasbourg — Mulhouse, trains de permissionnaires sur Mulhouse — Neuenburg).
À la répartition par activités de la SNCF, elles sont attribuées en bloc au Fret SNCF, les marchandises représentant la majorité de leur trafic. Au début des années 2000, le parcours mensuel moyen de ces locomotives est d'environ 7 000 km et elles font preuve d'une excellent fiabilité avec 3 incidents au million de kilomètres parcourus. Leurs révisions générales sont assurées par l'EIMM d'Hellemmes puis par celui de Sotteville-Quatre-Mares.
À la fin de leur carrière, leurs prestations se réduisent au trafic Mulhouse — Bâle-Muttenz. Les derniers exemplaires de la série sont radiés en avril 2006. Les BB 37000, nouvelles locomotives Prima d'Alstom, prennent le relais.

### Dépôt titulaire
Les treize locomotives sont affectées, de leur mise en service à leur radiation, au dépôt de Strasbourg.
| Engins   | Mise en service  | Radiation         |
| -------- | ---------------- | ----------------- |
| BB 20201 | 1er janvier 1970 | 31 mars 2006      |
| BB 20202 | 1er janvier 1970 | 30 avril 2006     |
| BB 20203 | 2 janvier 1970   | 30 avril 2006     |
| BB 20204 | 17 janvier 1970  | 20 septembre 2004 |
| BB 20205 | 4 février 1970   | 24 décembre 2004  |
| BB 20206 | 26 février 1970  | 31 mars 2006      |
| BB 20207 | 4 mars 1970      | 20 septembre 2004 |
| BB 20208 | 25 mars 1970     | 13 décembre 2004  |
| BB 20209 | 2 avril 1970     | 13 juin 2003      |
| BB 20210 | 3 juin 1970      | 30 avril 2006     |
| BB 20211 | 9 avril 1970     | 30 avril 2006     |
| BB 20212 | 21 avril 1970    | 1er octobre 2004  |
| BB 20213 | 12 mai 1970      | 24 décembre 2004  |

## Machine préservée
La BB 20210 est préservée à la Cité du train à Mulhouse dans sa livrée d'origine verte à bandes blanches et marquages jaune jonquille.